# Strunga
Strunga es una comuna ubicada en el distrito de Iași, Rumania.

## Superficie
Cuenta con una superficie de 75,28 kilómetros cuadrados.

## Demografía
Hasta 2021 la población era de 3498 habitantes, con una densidad de población de 46,47 habitantes por kilómetro cuadrado.